# Another Day (canción de U2)
«Another Day» es el primer sencillo publicado por U2. Después de lanzar su primera grabación, un EP titulado Three en el año 1980, los componentes de la banda editan este sencillo no incluido en ningún álbum, al que seguiría un segundo sencillo ("11 O'Clock Tick Tock") y posteriormente su primer álbum de estudio, Boy. 
Al no aparecer en ningún álbum ni en otra colección de CD, es considerado una rareza del catálogo discográfico de U2, y es casi desconocido para cualquiera que no sea fan de la banda.

## Interpretación en directo
Excluyendo "Electrical Storm", que nunca ha sido tocada en vivo hasta el U2 360° Tour, "Another Day" puede ser considerado el sencillo menos tocado de U2 en directo. Se tiene constancia sólo de cinco interpretaciones en cuatro conciertos. Sin embargo, puesto que "Another Day" data de antes del lanzamiento de Boy y la mayoría de las canciones interpretadas en los conciertos de esa época son desconocidas, es probable que "Another Day" haya sido tocada en más ocasiones antes y durante la primera mitad de 1980. Su última interpretación conocida tuvo lugar el 27 de julio de 1980.
La cara B fue una versión temprana de "Twilight", que después aparecería en Boy y sería regularmente interpretada en conciertos hasta 1984.

## Lista de canciones
1. «Another Day» – 3:24
2. «Twilight» (Demo) – 4:35

Esta es la única versión, lanzada solamente para Irlanda.